# Гюрелер, Хамза
Хамза́ Гюреле́р (тур. Hamza Güreler; род. 10 апреля 2006) — турецкий футболист, защитник клуба «Бешикташ».

## Клубная карьера
Гюрелер — воспитанник клубов «Ченк Йилдизлар», «Бешикташ», «Дагнейче» и «Истанбул Башакшехир». 28 января 2024 года в матче против «Коньяспора» он дебютировал в турецкой Суперлиге в составе последнего. 19 февраля в поединке против «Кайсериспора» Хамза забил свой первый гол за «Истанбул Башакшехир».